# Eric Addo
Eric Addo (* 12. November 1978 in Accra, Ghana) ist ein ehemaliger ghanaischer Fußballspieler, der auch die belgische Staatsbürgerschaft besitzt.

## Karriere

### Verein
Der defensive Mittelfeldspieler Eric Addo, der später oft auch in der Innenverteidigung eingesetzt werden sollte, wurde 1996 vom FC Brügge beim ghanaischen Club Noble Harrics entdeckt und erhielt in Belgien seinen ersten Profivertrag. 1998 wurde er zu Belgiens Nachwuchsspieler und Ghanas Fußballer des Jahres gewählt. Neben diesen Auszeichnungen, gewann er außerdem mit Brügge die Meisterschaft und bekam den Ebbenhouten Schoen als bester afrikanischer Spieler der Jupiler League.
1999 wechselte er zum niederländischen Spitzenclub PSV Eindhoven, wo er einen Vertrag bis 2007 erhielt. Sein Start bei dem holländischen Verein war jedoch geplagt von vielen Verletzungen, sodass er in über drei Jahren nur 24 Spiele bestritt. Zur Winterpause der Saison 2002/03 wurde er daher an Roda Kerkrade ausgeliehen, wo er ein Jahr lang bis zur Winterpause der folgenden Saison spielte und dann nach Eindhoven zurückkehrte. Nach seiner Rückkehr war er Stammspieler und konnte mit der PSV sechs Meisterschaften gewinnen.
Im Oktober 2007 machte Addo negativ auf sich aufmerksam, als er in der Champions-League-Begegnung gegen Fenerbahçe Istanbul seinen Gegenspieler Semih Şentürk anspuckte. Daraufhin wurde er von der UEFA für vier Europapokalspiele gesperrt. Am Ende der Spielzeit 2007/08 wurde PSV zum sechsten Mal in Addos Zeit dort Meister, der Ghanaer kam allerdings nur zu zwölf Ligaeinsätzen. Auf Grund der unglücklichen Situation ließ er sich in der Winterpause 2008/09 erneut an Kerkrade ausleihen. Zur Saison 2009/10 wechselte er dann offiziell zu Roda JC. Insgesamt absolvierte er für Roda JC 65 Spiele, davon 58 in der Eredivisie. Sein einziges Tor für die Schwarzgelben erzielte er am 30. Januar 2009 per Kopfball nach einer Ecke von Boldizsár Bodor beim 3:1-Sieg gegen Heracles Almelo. Im Juni 2011 wurde er auf der Homepage von Roda JC offiziell verabschiedet.
Von Januar bis April 2012 absolvierte Addo noch vier Spiele für den Zweitligisten FC Eindhoven und beendete dann seine aktive Karriere.

### Nationalmannschaft
1998 wurde Eric Addo angeboten für seine Wahlheimat Belgien und deren Nationalmannschaft bei der Fußball-Weltmeisterschaft 1998 zu spielen, er lehnte jedoch ab und entschied sich für sein Heimatland Ghana.
Mit der ghanaischen Nationalmannschaft qualifizierte er sich für die Fußball-Weltmeisterschaft 2006 in Deutschland und gehört neben Samuel Kuffour zu den erfahrensten Defensivspielern Ghanas.

## Erfolge
- Belgischer Meister: 1998 (mit dem FC Brügge)
- Belgischer Supercup: 1998 (mit dem FC Brügge)
- Niederländischer Meister: 2000, 2001, 2003, 2005, 2006, 2007, 2008 (mit dem PSV Eindhoven)
- Niederländischer Pokalsieger: 2005 (mit dem PSV Eindhoven)
- Niederländischer Supercup (Johan-Cruyff-Schaal): 2000, 2001 (mit dem PSV Eindhoven)

## Auszeichnungen
- Belgiens Nachwuchsfußballer des Jahres: 1998
- Ebbenhouten Schoen: 1998
- Ghanas Fußballer des Jahres: 1998